# 2025 au Danemark
| Années du Danemark : 2022 - 2023 - 2024 - 2025 - 2026 - 2027 - 2028    |
| Décennies du Danemark : 1990 - 2000 - 2010 - 2020 - 2030 - 2040 - 2050 |

Cette page recense les événements qui se sont produits durant l'année 2025 au Danemark.

## Événements
- 7 janvier : visite (déclarée en tant que « touriste ») de Donald Trump, Jr. à Nuuk au Groenland. Les autorités danoises soupçonnent une  « reconnaissance de terrain » après les déclarations anticipées de son père Donald Trump, président élu des États-Unis non encore investi, sur un éventuel achat ou à contrario d'une annexion par la force du territoire groenlandais[1].
- 11 mars : élections législatives au Groenland.

## Sport
- 14 janvier au 2 février : Championnat du monde masculin de handball 2025
- 9 au 25 mai : Championnat du monde de hockey sur glace 2025